# Monopis icterogastra
Monopis icterogastra är en fjärilsart som beskrevs av Philipp Christoph Zeller 1852. Monopis icterogastra ingår i släktet Monopis och familjen äkta malar. Inga underarter finns listade i Catalogue of Life.

## Bildgalleri

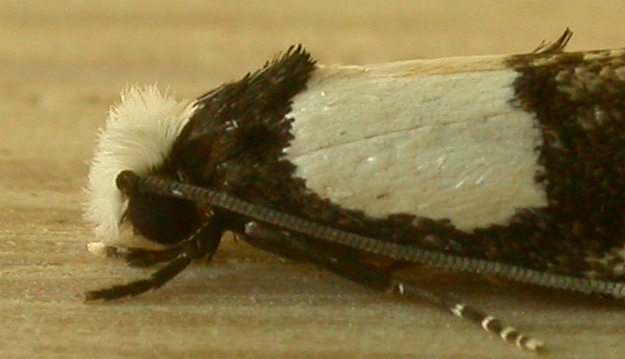